# Природно-заповедный фонд Украины
Природно-заповедный фонд Украины — участки суши и водного пространства, природные комплексы и объекты, имеющие особую природоохранную, научную, эстетическую, рекреационную и другую ценность, выделенные с целью сохранения природного разнообразия ландшафтов, генофонда животного и растительного мира, поддержания общего экологического баланса и обеспечения фонового мониторинга окружающей природной среды.
Государственное управление природно-заповедным фондом Украины осуществляет Государственная служба заповедного дела.

## Объекты
К природно-заповедному фонду Украины относятся:
- Природные территории и объекты  — природные заповедники, биосферные заповедники, национальные природные парки,  региональные ландшафтные парки, заказники, памятники природы, заповедные урочища;
- Искусственно созданные объекты  — ботанические сады, дендрологические парки, зоологические парки,  парки-памятники садово-паркового искусства.

Заказники, памятники природы, ботанические сады, дендрологические парки, зоологические парки и парки-памятники садово-паркового искусства в зависимости от их экологической и научной, историко-культурной ценности могут быть общегосударственного или местного значения.
3а годы независимости площадь природно-заповедного фонда Украины возросла более чем вдвое. По состоянию на ноябрь 2009 года в его состав входят более 7200 территорий и объектов общей площадью 2,8 млн га, что составляет 4 % территории государства. Это, в частности, 17 природных и 4 биосферных заповедника, 19 национальных природных парков, 45 региональных ландшафтных парков, 3078 памятников природы, 2729 заказников, 616 ботанических, зоологических садов, дендропарков и парков-памятников садово-паркового искусства, 793 заповедных урочища. Несмотря на это, площадь природно-заповедного фонда на Украине является недостаточной и остаётся значительно меньшей, чем в большинстве стран Европы, где средний процент заповедности составляет 15 %.

### Видеоматериалы
- Оценка WWF эффективности управления ПЗФ. 13.05.2008 I-ч.
- Оценка WWF эффективности управления ПЗФ. 13.05.2008 II-ч.
- Оценка WWF эффективности управления ПЗФ. 13.05.2008 III-ч.
- Оценка WWF эффективности управления ПЗФ. 13.05.2008 IV-ч.
- Итоги семинара по управлению ПЗФ. 15.05.2008 Erica Stanciu.
- Итоги семинара по управлению ПЗФ. 15.05.2008 И. Иваненко.